# You Know Me (Robbie Williams)
You Know Me è una canzone di Robbie Williams, estratta come secondo singolo dal suo ottavo album Reality Killed the Video Star.

## Il brano
Il singolo è disponibile dal 6 novembre, data di pubblicazione dell'album, ed è in vendita come CD singolo dal 7 dicembre 2009.
Il brano è stato presentato in anteprima al BBC Electric Proms, un evento musicale trasmesso contemporaneamente in oltre 250 sale cinematografiche europee. Il brano si basa una canzone originale della cantante francese Françoise Hardy Voilà, la Hardy figura tra gli autori della canzone assieme a Daniel Spencer, Kelvin Andrew ed a Williams stesso.

## Il videoclip
Il video ufficiale del singolo è stato pubblicato sul sito ufficiale del cantante il 6 novembre 2009. Nel video, Williams si addormenta nel suo camerino e risveglia in un mondo fantastico, che ricorda le ambientazione di Alice nel paese del meraviglie, travestito da coniglio. Williams esegue la canzone, tra cavoli e rane canterine per poi ritrovarsi contornato da un gruppo di ragazze vestite da conigliette che cavalcano carote giganti.

## Distribuzione
| Paese       | Data            | Formato                      |
| ----------- | --------------- | ---------------------------- |
| Regno Unito | 23 ottobre 2009 | Airplay                      |
| Regno Unito | 7 dicembre 2009 | CD singolo, Digital download |

## Classifiche
| Classifica (2009-10)   | Posizione massima |
| ---------------------- | ----------------- |
| Australia              | 33                |
| Austria                | 25                |
| Belgio (Fiandre)       | 17                |
| Belgio (Vallonia)      | 31                |
| Danimarca              | 22                |
| Germania               | 26                |
| Irlanda                | 22                |
| Italia                 | 20                |
| Paesi Bassi            | 31                |
| Spagna                 | 22                |
| Svezia                 | 35                |
| Svizzera               | 51                |
| Official Singles Chart | 6                 |